# 1880 en musique
| \| • Retour à la chronologie générale de la musique populaire • \| |
| XXIe siècle • XXe siècle • XIXe siècle • XVIIIe siècle XVIIe siècle • XVIe siècle • XVe siècle • XIVe siècle XIIIe siècle • XIIe siècle • XIe siècle • Xe siècle IXe siècle • VIIIe siècle • Haut Moyen Âge • Rome • Grèce |
| • Retour à la chronologie générale de la musique populaire • |

| • Retour à la chronologie générale de la musique populaire • |

| Années de la musique populaire : 1877 - 1878 - 1879 - 1880 - 1881 - 1882 - 1883    |
| Décennies de la musique populaire : 1850 - 1860 - 1870 - 1880 - 1890 - 1900 - 1910 |

## Événements et œuvres
- Funiculì funiculà, chanson napolitaine composée par Luigi Denza sur des paroles de Giuseppe Turco, écrite pour commémorer l'inauguration du funiculaire du Vésuve.
- En avant la classe ouvrière, chant militant français, paroles d'Eugène Pottier, mis en musique par Pierre Degeyter.
- Jean Misère, chanson française, , paroles d'Eugène Pottier, mise en musique par V. Joannès Delorme.

- Date précise inconnue
  - vers 1880 : 
    - création de l'un des premiers brass bands de La Nouvelle-Orléans, l'Excelsior Brass Band (en).
    - Jim Turner, chef d'orchestre à Memphis, qui officie au Savoy, au Pastime, au Daisy et  au Pee Wee, découvre William Christopher Handy avec qui il enregistrera plus tard en tant que violoniste au sein du Handy's Memphis Blues Band[1].

## Naissances
- 23 janvier : Percy Wenrich, compositeur américain de ragtime, mort en 1952.
- 22 février : James Reese Europe, compositeur afro-américain de ragtime, dont l'orchestre participera à l'introduction du ragtime et du jazz en France, mort en 1919.
- 19 septembre : Zequinha de Abreu musicien (flûtiste, clarinettiste et pianiste) de style choro et compositeur brésilien, mort en 1935.
- 23 septembre : Gaston Couté, poète libertaire et chansonnier français, auteur de textes antimilitaristes et anarchistes, mort en 1911.
- Date précise inconnue :
  - vers 1880 : Frankie Dusen, tromboniste de jazz américain, mort vers 1940.

## Décès
- Date précise inconnue : 
  - Félix Bovie, peintre et chansonnier belge (° 1812).